# Selidosema oliveirata
Selidosema oliveirata är en fjärilsart som beskrevs av Paul Mabille 1876. Selidosema oliveirata ingår i släktet Selidosema och familjen mätare. Inga underarter finns listade i Catalogue of Life.